# Formiphantes lephthyphantiformis
Formiphantes lephthyphantiformis Strand, 1907 è un ragno appartenente alla famiglia Linyphiidae.
È l'unica specie nota del genere Formiphantes.

## Distribuzione
La specie è stata rinvenuta in Europa

## Tassonomia
Per la determinazione delle caratteristiche della specie tipo sono tenute in considerazione le analisi sugli esemplari di Lepthyphantes lephthyphantiformis (Strand, 1907).
Dal 1996 non sono stati esaminati altri esemplari, né sono state descritte sottospecie al 2012.